# Inspecteur et conseiller de la création, des enseignements artistiques et de l'action culturelle
 (octobre 2016).
Si vous disposez d'ouvrages ou d'articles de référence ou si vous connaissez des sites web de qualité traitant du thème abordé ici, merci de compléter l'article en donnant les références utiles à sa vérifiabilité et en les liant à la section « Notes et références ».
Les inspecteurs et conseillers de la création, des enseignements artistiques et de l'action culturelle (ICCEAAC) relèvent du ministère de la Culture en France ; ils exercent des fonctions d'inspection, de conseil et d'expertise dans les domaines de la création artistique : arts plastiques, théâtre, danse, musique, livre, cinéma et audiovisuel, action culturelle.

## Caractéristiques et missions
Le corps des inspecteurs et conseillers de la création, des enseignements artistiques et de l'action culturelle a été créé par décret en 2002. Ce corps d'inspection spécialisé appartient à la catégorie des corps A de la fonction publique d'Etat.
Plus de la moitié de ses effectifs exercent en DRAC où ils remplissent les fonctions de conseiller, de chef de pôle ou de directeur adjoint. Ils assurent alors une mission permanente de conseil et d'expertise dans leur domaine de compétence sous l'autorité des directeurs régionaux des affaires culturelles, parfois issus de ce même corps.
Un tiers des ICCEAAC sont affectés en administration centrale (en particulier à la Direction générale de la Création artistique) où ils peuvent remplir les fonctions de chef de bureau, de sous-directeur et directeur de département ou encore de délégué. Ils peuvent en outre rejoindre le collège d'inspection de la spécialité dont ils relèvent. 
Les ICCEAAC occupent également des fonctions d'encadrement dans les établissements publics du ministère de la Culture : par exemple, les écoles supérieures d'art ou les conservatoires nationaux de musique et de danse. Ils peuvent, enfin, être détachés auprès d'autres administrations : ministère de l'Europe et des Affaires étrangères ou collectivités territoriales notamment.

## Recrutement et évolution de carrière
Les ICCEAAC sont principalement recrutés par voie de concours dont les sessions sont organisées par le ministère de la Culture. Afin d'être autorisés à concourir par voie externe, les candidats doivent remplir :
- une condition de diplôme (les candidats doivent être titulaires d'une licence ou d'un autre titre ou diplôme classé au moins au niveau II).
- une condition d'expérience (parcours professionnel de cinq années au moins dans la spécialité concernée ou dans le secteur culturel en général pour la spécialité "action culturelle").

Conformément au principe général de mobilité au sein de la fonction publique, un recrutement par concours interne est ouvert aux fonctionnaires et agents publics non titulaires ayant exercé dans un autre corps de catégorie A pendant une durée minimale de cinq ans.
le concours comporte deux épreuves écrites d’admissibilité de quatre heures chacune portant, pour chaque spécialité, sur la connaissance de la spécialité concernée et consistant en une note et un cas pratique. Pour les candidats admissibles, les deux épreuves d'admission sont orales : une question technique et un entretien professionnel portant sur l'expérience et les motivations du candidat.
Les candidats admis sont classés en fonction de la moyenne globale obtenue à ces quatre épreuves, qui ont le même coefficient, en vue de leur affectation. Ils devront alors accomplir un stage d'une durée d'un an à l'issue duquel ils seront titularisés. 
Le corps des ICCEAAC est composé de 2 grades : la classe normale et la hors classe, à laquelle les agents sont promus au choix sous certaines conditions, notamment d'ancienneté.  En outre, les ICCEAAC peuvent aussi prétendre à une promotion dans le corps des inspecteurs généraux des affaires culturelles ou dans celui des administrateurs civils (via le « tour extérieur »). 